# 11.ª sessão emergencial especial da Assembleia Geral das Nações Unidas
A 11.ª sessão emergencial especial da Assembleia Geral das Nações Unidas abordou a invasão russa da Ucrânia em 2022. A sessão, realizada na sede das Nações Unidas em Nova York, foi aberta em 28 de fevereiro de 2022. Foi temporariamente adiada para 2 de março após a adoção da Resolução ES-11/1 da Assembleia Geral das Nações Unidas. Reuniu-se novamente em 23 e 24 de março para adotar a Resolução ES-11/2 e em 7 de abril para adotar a Resolução ES-11/3, que suspendeu a adesão da Federação Russa ao Conselho de Direitos Humanos das Nações Unidas.

## Contexto
Uma sessão especial de emergência é uma reunião não agendada da Assembleia Geral das Nações Unidas para tomar decisões ou recomendações urgentes, mas não vinculativas, sobre uma questão específica. Sessões especiais de emergência são raras, tendo sido convocadas apenas onze vezes na história das Nações Unidas.

## Convocação
No Conselho de Segurança da ONU, a Albânia co-patrocinou uma resolução com os EUA para uma sessão de emergência da Assembléia Geral a ser realizada sobre a invasão da Ucrânia. Em 27 de fevereiro de 2022, o Conselho de Segurança das Nações Unidas adotou a Resolução 2623 (2022), pedindo uma sessão especial de emergência para examinar a questão da invasão russa da Ucrânia. Onze membros do Conselho de Segurança votaram a favor, com a Rússia votando contra e China, Índia e Emirados Árabes Unidos se abstendo. A resolução foi aprovada apesar do voto negativo da Rússia porque os membros permanentes do Conselho de Segurança não têm poder de veto sobre questões processuais, como uma votação para convocar uma sessão especial de emergência.
| A favor (11) | Contra (1)      | Abstenção (3)                        |
| --- | --------------- | ------------------------------------ |
| Albânia, Brasil, França, Gabão, Gana, Irlanda, Quênia, México, Noruega, Reino Unido, Estados Unidos                                                          | Federação Russa | China, Índia, Emirados Árabes Unidos |
| Resultado: aprovado |                 |                                      |
| Os membros permanentes do Conselho de Segurança são mostrados em negrito. Fonte: Cobertura das Reuniões das Nações Unidas e Comunicados à Imprensa: SC/14809 |                 |                                      |

## Processos

Resolução ES-11/1 voto
A favor: 141
Contra: 5
Abstenção: 35
Ausente: 12
Não-membro

### 28 de fevereiro a 2 de março
No início da sessão especial de 28 de fevereiro de 2022, o presidente da Assembleia Geral, Abdulla Shahid, da República das Maldivas, pediu às delegações que observassem um minuto de silêncio.
A Rússia defendeu sua operação militar na Ucrânia e culpou o governo ucraniano pela violência. O representante da Ucrânia na ONU, Sergiy Kyslytsya, condenou os atos da Rússia como "crimes de guerra" e chamou a decisão de Putin de aumentar a prontidão nuclear de "loucura". Ele alertou: "Se a Ucrânia não sobreviver, a paz internacional não sobreviverá. Se a Ucrânia não sobreviver, as Nações Unidas não sobreviverão. [...] Se a Ucrânia não sobreviver, não podemos ficar surpresos se a democracia falhar".
Cerca de uma centena de delegações apresentaram pedidos para se dirigirem à assembleia. Em 2 de março, a reunião adotou – por 141 votos a favor, 5 votos contra e 35 abstenções – uma resolução não vinculativa reafirmando seu compromisso com a soberania, independência, unidade e integridade territorial da Ucrânia, lamentando a agressão da Rússia e o envolvimento da Bielorrússia nele, e exigindo a retirada imediata, completa e incondicional de todas as forças militares russas do território da Ucrânia. Também resolveu suspender temporariamente a sessão extraordinária de emergência, autorizando o Presidente da Assembleia Geral a retomar suas reuniões a pedido dos Estados membros.
| Voto                                     | Contagem | Estados | Porcentagem de votos | Porcentagem de membros |
| ---------------------------------------- | --- | ------- | -------------------- | ---------------------- |
| 141                                      | Afeganistão, Albânia, Alemanha, Andorra, Antígua e Barbuda, Arábia Saudita, Argentina, Austrália, Áustria, Bahamas, Bahrein, Barbados, Bélgica, Belize, Benim, Butão, Bósnia e Herzegovina, Botswana, Brasil, Brunei, Bulgária, Cabo Verde, Camboja, Canadá, Catar, Chade, Chile, Colômbia, Comores, Costa Rica, Costa do Marfim, Croácia, Chipre, Chéquia, República Democrática do Congo, Dinamarca, Djibuti, Dominica, República Dominicana, Egito, Emirados Árabes Unidos, Eslováquia, Eslovênia, Espanha, Equador, Estados Unidos, Estônia, Fiji, Finlândia, França, Gabão, Gâmbia, Gana, Geórgia, Grécia, Granada, Guatemala, Guiana, Haiti, Honduras, Hungria, Islândia, Indonésia, Irlanda, Israel, Itália, Jamaica, Japão, Jordânia, Quênia, Kiribati, Kuwait, Letônia, Líbano, Lesoto, Libéria, Líbia, Liechtenstein, Lituânia, Luxemburgo, Malawi, Malásia, Maldivas, Malta, Ilhas Marshall, Mauritânia, Maurício, México, Micronésia, Moldávia, Mônaco, Montenegro, Mianmar, Nauru, Nepal, Países Baixos, Nova Zelândia, Níger, Nigéria, Macedônia do Norte, Noruega, Omã, Palau, Panamá, Papua-Nova Guiné, Paraguai, Peru, Filipinas, Polônia, Portugal, Reino Unido, República da Coreia, Romênia, Ruanda, São Cristóvão e Nevis, Santa Lúcia, São Vicente e Granadinas, Samoa, São Marino, São Tomé e Príncipe, Sérvia, Seicheles, Serra Leoa, Singapura, Ilhas Salomão, Somália, Suriname, Suécia, Suíça, Tailândia, Timor-Leste, Tonga, Trinidad e Tobago, Tunísia, Turquia, Tuvalu, Ucrânia, Uruguai, Vanuatu, Iêmen, Zâmbia | 96,58%  | 73,06%               |                        |
| 5                                        | Bielorrússia, República Popular Democrática da Coreia, Eritreia, Federação Russa, Síria | 3,42%   | 2,59%                |                        |
| 35                                       | Argélia, Angola, Armênia, Bangladesh, Bolívia, Burundi, República Centro-Africana, China, Cuba, El Salvador, Guiné Equatorial, Índia, Irã, Iraque, Cazaquistão, Quirguistão, Laos, Madagascar, Mali, Mongólia, Moçambique, Namíbia, Nicarágua, Paquistão, República do Congo, Senegal, África do Sul, Sudão do Sul, Sri Lanka, Sudão, Tajiquistão, Tanzânia, Uganda, Vietnã, Zimbábue | –       | 18,13%               |                        |
| 12                                       | Azerbaijão, Burkina Faso, Camarões, Etiópia, Eswatini, Guiné, Guiné-Bissau, Marrocos, Togo, Turcomenistão, Uzbequistão, Venezuela | –       | 6,18%                |                        |
| Total                                    | 193 | –       | 100%                 | 100%                   |
| Fonte: registro de votação A/RES/ES-11/1 | |         |                      |                        |

### 23 a 24 de março

Resolução ES-11/2 votação
A favor: 140
Contra: 5
Abstenção: 38
Ausente: 10
Não membro

Em 23 de março, a sessão foi continuada e mais duas resoluções concorrentes foram apresentadas. A Ucrânia apresentou a resolução "Consequências humanitárias da agressão contra a Ucrânia" (A/ES-11/L.2) e a África do Sul a resolução "Situação humanitária resultante do conflito na Ucrânia" (A/ES-11/L.3). Em 24 de março, a resolução A/ES-11/L.2 recebeu 140 votos a favor e cinco contra, com a abstenção de 38 países.
A resolução ES-11/2 reafirmou os compromissos e obrigações existentes dos Estados membros sob a Carta das Nações Unidas e reiterou a exigência da Assembléia Geral de que a Rússia se retire do território soberano reconhecido da Ucrânia; também condenou os ataques a populações civis e infra-estruturas. Quatorze princípios foram acordados. Resumidamente, os princípios exigiam a plena implementação da resolução ES-11/1, a interrupção imediata das hostilidades da Federação Russa contra a Ucrânia, a proteção total de civis – incluindo pessoal humanitário, jornalistas e pessoas em situações vulneráveis – e incentivou a “negociação contínua”.
| Voto                                             | Contagem | Estados | Porcentagem de votos | Porcentagem de membros |
| ------------------------------------------------ | --- | ------- | -------------------- | ---------------------- |
| 140                                              | Afeganistão, Albânia, Andorra, Antígua e Barbuda, Argentina, Austrália, Áustria, Bahamas, Bahrein, Bangladesh, Barbados, Bélgica, Belize, Benin, Butão, Bósnia-Herzegovina, Brasil, Bulgária, Camboja, Canadá, Cabo Verde, Chade, Chile, Colômbia, Costa Rica, Costa do Marfim, Croácia, Chipre, República Tcheca, República Democrática do Congo, Dinamarca, Djibuti, República Dominicana, Equador, Egito, Estônia, Fiji, Finlândia, França, Gabão, Gâmbia, Geórgia, Alemanha, Gana, Grécia, Granada, Guatemala, Guiana, Haiti, Honduras, Hungria, Islândia, Indonésia, Iraque, Irlanda, Israel, Itália, Jamaica, Japão, Jordânia, Quênia, Kiribati, Kuwait, Letônia, Líbano, Lesoto, Libéria, Líbia, Liechtenstein, Lituânia, Luxemburgo, Malawi, Malásia, Maldivas, Malta, Ilhas Marshall, Mauritânia, Maurícias, México, Micronésia, Moldávia, Mônaco, Montenegro, Mianmar, Nauru, Nepal, Holanda, Nova Zelândia, Níger, Nigéria, Macedo do Norte nia, Noruega, Omã, Palau, Panamá, Papua Nova Guiné, Paraguai, Peru, Filipinas, Polônia, Portugal, Catar, República da Coréia, Romênia, Ruanda, São Cristóvão e Nevis, Santa Lúcia, São Vicente e Granadinas, Samoa, San Marino, São Tomé e Príncipe, Arábia Saudita, Senegal, Sérvia, Seychelles, Serra Leoa, Singapura, Eslováquia, Eslovênia, Ilhas Salomão, Sudão do Sul, Espanha, Suriname, Suécia, Suíça, Tailândia, Timor-Leste, Tonga, Trinidad e Tobago, Tunísia, Turquia, Tuvalu, Ucrânia, Emirados Árabes Unidos, Reino Unido, Estados Unidos, Uruguai, Vanuatu, Iêmen, Zâmbia | 96,55%  | 72,53%               |                        |
| 5                                                | Bielorrússia, República Popular Democrática da Coreia, Eritreia, Federação Russa, Síria | 3,45%   | 2,59%                |                        |
| 38                                               | Argélia, Angola, Armênia, Bolívia, Botsuana, Brunei, Burundi, República Centro-Africana, China, Cuba, El Salvador, Guiné Equatorial, Eswatini, Etiópia, Guiné-Bissau, Índia, Irã, Cazaquistão, Quirguistão, Laos, Madagascar, Mali, Mongólia, Moçambique, Namíbia, Nicarágua, Paquistão, República do Congo, África do Sul, Sri Lanka, Sudão, Tajiquistão, Togo, Tanzânia, Uganda, Uzbequistão, Vietnã, Zimbábue | –       | 19,68%               |                        |
| 10                                               | Azerbaijão, Burkina Faso, Camarões, Comores, Dominica, Guiné, Marrocos, Somália, Turcomenistão, Venezuela | –       | 5,18%                |                        |
| Total                                            | 193 | –       | 100%                 | 100%                   |
| Fonte: registro de votação A/RES/ES-11/2 <br> 1. | |         |                      |                        |

### 7 de abril

Resolução ES-11/3 votação
A favor: 93
Contra: 24
Abstenção: 58
Ausente: 18
Não membro

A sessão especial de emergência foi convocada novamente em 7 de abril para discutir uma resolução co-patrocinada por 53 delegações para suspender a participação da Rússia no Conselho de Direitos Humanos das Nações Unidas por conta de "violações e abusos de direitos humanos e violações do direito internacional humanitário pela Federação Russa, incluindo violações e abusos sistemáticos dos direitos humanos".
Ao apresentar o projeto de resolução, Sergiy Kyslytsya, Representante Permanente da Ucrânia, lembrou à Assembléia o fracasso da ONU em tomar medidas determinadas para evitar o genocídio de Ruanda em 1994: uma tragédia que a ONU rememora todos os anos em 7 de abril. Ele traçou um paralelo entre a presença de Ruanda como membro não permanente do Conselho de Segurança na época e o assento permanente do Conselho de Segurança da Rússia: o primeiro permitiu ao "regime genocida" de Ruanda influenciar outros membros com sua perspectiva sobre a situação, enquanto o segundo permitiu à Rússia "espalhar mentiras quase diariamente". As delegações que planejavam se abster na votação, disse ele, estariam mostrando a mesma indiferença que não conseguiu evitar o genocídio em Ruanda.
Em resposta, Gennady Kuzmin, vice-representante permanente da Rússia e responsável pelas questões de direitos humanos, denunciou o projeto como uma tentativa dos Estados Unidos de manter sua posição dominante e exercer o colonialismo de direitos humanos, e alertou que a exclusão de seu país da o Conselho de Direitos Humanos poderia abrir um precedente perigoso. Abordando as alegações de abusos contra os militares russos, ele disse que elas se baseavam em "eventos encenados e falsificações amplamente divulgadas".
A resolução foi aprovada por 93 votos a 24, com 58 abstenções. Esta foi apenas a segunda vez em que a participação de um Estado no Conselho foi suspensa, após o caso da Líbia em 2011, durante a derrubada de Muammar Gaddafi. Falando após a reunião, Kuzmin descreveu a resolução como um "passo ilegítimo e politicamente motivado" e disse que a Rússia já havia se retirado do Conselho antes da votação da Assembleia Geral.
| Voto                                          | Contagem | Estados | Porcentagem de votos | Porcentagem de estados membros |
| --------------------------------------------- | --- | ------- | -------------------- | ------------------------------ |
| 93                                            | Albânia, Andorra, Antígua e Barbuda, Argentina, Austrália, Áustria, Bahamas, Bélgica, Bósnia-Herzegovina, Bulgária, Canadá, Chade, Chile, Colômbia, Comores, Costa Rica, Costa do Marfim, Croácia, Chipre, Chéquia, República Democrática do Congo, Dinamarca, Dominica, Eslováquia, Eslovênia, Estados Unidos, Equador, Estônia, Fiji, Finlândia, França, Geórgia, Alemanha, Grécia, Granada, Guatemala, Haiti, Honduras, Hungria, Islândia, Irlanda, Israel, Itália, Jamaica, Japão, Kiribati, Letônia, Libéria, Líbia, Liechtenstein, Lituânia, Luxemburgo, Malawi, Malta, Ilhas Marshall, Maurícia, Micronésia, Moldávia, Mônaco, Montenegro, Mianmar, Nauru, Holanda, Nova Zelândia, Macedônia do Norte, Noruega, Palau, Panamá, Papua Nova Guiné, Paraguai, Peru, Filipinas, Polônia, Portugal, República da Coreia, República Dominicana, Romênia, Santa Lúcia, Samoa, San Marino, Sérvia, Seychelles, Serra Leoa, Espanha, Suécia, Suíça, Timor-Leste, Tonga, Turquia, Tuvalu, Ucrânia, Reino Unido, Uruguai | 79,49%  | 48,19%               |                                |
| 24                                            | Argélia, Bielorrússia, Bolívia, Burundi, República Centro-Africana, República Popular da China, República do Congo, Cuba, Eritreia, Etiópia, Gabão, Irã, Cazaquistão, Quirguistão, Laos, Mali, Nicarágua, República Popular Democrática da Coreia, Federação Russa, Síria, Tajiquistão, Uzbequistão, Vietnã, Zimbábue | 20,51%  | 12,44%               |                                |
| 58                                            | Angola, Bahrein, Bangladesh, Barbados, Belize, Butão, Botswana, Brasil, Brunei, Cabo Verde, Camboja, Camarões, Egito, El Salvador, Eswatini, Gâmbia, Gana, Guiné-Bissau, Guiana, Índia, Indonésia, Iraque, Jordânia, Quênia, Kuwait, Lesoto, Madagascar, Malásia, Maldivas, México, Mongólia, Moçambique, Namíbia, Nepal, Níger, Nigéria, Omã, Paquistão, Catar, São Cristóvão e Nevis, São Vicente e Granadinas, Arábia Saudita, Senegal, Singapura, Sul África, Sudão do Sul, Sri Lanka, Sudão, Suriname, Tanzânia, Tailândia, Togo, Trinidad e Tobago, Tunísia, Uganda, Emirados Árabes Unidos, Vanuatu, Iêmen | –       | 30,05%               |                                |
| 18                                            | Afeganistão, Armênia, Azerbaijão, Benin, Burkina Faso, Djibuti, Guiné Equatorial, Guiné, Líbano, Mauritânia, Marrocos, Ruanda, São Tomé e Príncipe, Ilhas Salomão, Somália, Turcomenistão, Venezuela, Zâmbia | –       | 9,33%                |                                |
| Total                                         | 193 | –       | 100%                 | 100%                           |
| Fonte: registro de votação A/RES/ES-11/3 <br> | |         |                      |                                |